# 부잔타이
부잔타이(布占泰, ᠪᡠᠵᠠᠨ᠋ᡨ᠋ᠠᡳ Bujantai，1575-1618)는 해서여진(海西女眞) 네 부락 가운데 하나인 울라(Ula, 烏拉)의 마지막 군주이다. 울라나라씨(烏拉那拉氏)이다. 한(han, 汗)을 칭한 후에 부잔타이 한(布占泰汗)이라 불리기도 했다. 울라 제2대 군주 부간(Bugan, 布干)의 차남이다. 형 만타이(Mantai, 滿泰)가 버일러(beile, 貝勒)였을 때에 부잔타이는 구부(九部) 연합군을 따라 구러산(gure i alin, 古勒山)에 출정하여 누르하치(Nurhaci, 努爾哈赤)와 전투를 벌이다 패하여 포로가 되었고, 건주(建州)에서 3년을 생활하다가 후에 만타이가 울라부 백성에게 피살되자, 누르하치의 호위 하에 부잔타이는 울라로 돌아가 버일러에 즉위하였다. 아울러 누르하치는 부잔타이와 3번 화친을 맺고 7번 맹세를 하여 울라를 장악하고자 하였으나, 부잔타이는 야심을 품고 있었고 후에 다시 한(han, 汗)을 칭하였으며, 여허(Yehe, 葉赫)와 몽골(蒙古)과 결맹을 맺고 건주를 물리치기를 바라며 패자를 자칭하였다. 그러나 부잔타이는 누르하치와의 군사 충돌에 있어 자주 패배했고, 결국 울라성 전투(烏拉城之戰)에서 나라를 잃게 되자 여허로 도주하여 보호를 요청하고 이를 통해 재기를 꾀하였다. 그러나 실현되지 못하고 부잔타이는 여허에서 객사하게 된다.

## 이름
부잔타이의 한자명은 布占泰 이외에도 포첨태(布瞻泰), 복점태(卜占台) 등으로 음차 표기되었다. 조선(朝鮮) 문헌에서는 탁고(卓古), 부자태(夫者太) 등으로 표기되었다. 혹은 조선에서는 울라(Ula, 烏拉)를 '홀온(忽溫)' 즉 '훌룬(hulun, 呼倫)'이라 하였기에 부잔타이를 홀호(忽胡, 홀온의 오랑캐)라고 부르기도 했다.

## 생애
부잔타이는 초기에 둘째형을 모셨으며, 이때는 울라 수장 만타이의 명을 받들어 여허와 호이파(Hoifa, 輝發) 사이의 군사 충돌을 조정하였다. 누르하치가 건주에서 일어나면서 해서여진에 위협이 되자, 1593년 부잔타이는 명을 받들고 3천명을 이끌고 여허를 중심으로 하는 구부 연합군에 가담, 누르하치를 상대로 정벌에 나섰다. 그러나 연합군은 구러산 전투(古勒山之戰)에서 패배하였고 맹주인 여허버일러 부자이(布寨)가 전사하면서 부잔타이는 나림불루(Narimbulu, 納林布祿)의 엄호하에 철군하다가 건주여진 군사의 매복으로 생포되었다. 건주 병사가 그를 죽이려 하자 부잔타이는 목숨을 구걸하였고 속죄한다는 뜻을 보였다. 이에 병사들은 그를 누르하치 앞에 데려갔다. 부잔타이는 신분을 밝히면서 생사의 결정권을 누르하치에게 맡기겠다는 뜻을 밝히면서 끊임없이 머리를 조아렸다. 누르하치는 부잔타이의 포박을 풀게 하고 사리손(猞猁猻) 털옷을 하사하며 '막하에 두고 키웠다(恩養帳下)'고 한다. 1596년 신년 연회에서 술이 세 순배 돌자 부잔타이는 직접 춤을 추어 신춘을 경하하였다.
부잔타이가 누르하치 막하에 있은지 3년 뒤, 만타이가 부하에게 피살되자 누르하치는 기회를 틈타 곧바로 부장(部將) 툴쿤 황잔(圖爾坤黃占)과 볼콘 피양구(博爾焜蜚揚古)을 파견하여 병사를 이끌고 부잔타이를 호위하게 하였고, 부잔타이는 울라에 가서 자리를 이어 등극하였다. 건주군의 도움 하에 부잔타이는 버일러의 자리를 노리던 숙부 힝니야(Hingniya, 興尼牙)를 격파하고 울라 수장이 되었다. 12월, 부잔타이는 여동생 滹奈를 누르하치의 동생 슈르하치(舒爾哈齊)에게 시집보내었다. 1597년, 한 차례 동맹을 깨고 건주여진 소속 와르카부(瓦爾喀部)의 안출라쿠(安褚拉庫)와 나이허(內河) 두 로(路) 수령 로툰(羅屯)을 잡아 여허로 보내었다. 1598년 12월, 부잔타이는 300명을 이끌도 건주에 가서 졉견하자 누르하치는 슈르하치의 딸 어시타이(額實泰)를 부잔타이와 결혼시켰고, 이후 부잔타이는 다시 1601년 11월 만타이의 딸 아바하이(Abahai, 阿巴亥)를 누르하치에게 결혼시켰으니 이가 바로 청태조대비(淸太祖大妃)이다. 1603년, 부잔타이는 슈르하치의 딸 언저(娥恩哲)를 처로 맞이하였으며 건주와 맹우의 약을 맺었다.
그러나 부잔타이는 자칭 '대대로 위명을 쌓아 왔다(世积威名)'고 주장, 건주의 휘하에 있는 것을 달가워 하지 않았으며, 1602년 이후 다시 한(汗)을 칭하면서, 울라와 건주의 동맹은 6년이 채 지속되지 못하였다. 1607년 봄, 울라에 종속된 동해여진(東海女眞) 와르카부(瓦爾喀部) 비유(蜚悠) 성주 첨터허(策穆特黑)가 누르하치에게 와서는 부잔타이에게 자주 모욕을 당하였다고 하며 건주에 투항한다고 밝혔다. 누르하치는 슈르하치, 추연(Cuyen, 褚英), 다이샨(Daišan, 代善), 피옹돈(Fiongdon, 費英東), 후르한(Hurhan, 扈爾漢), 양구리(Yangguri, 揚古利) 등에게 병마 3천명을 이끌고 비유성 사람들을 맞이하였다. 소식을 들은 부잔타이는 숙부 복도(博克多)를 파견하여 병사 1만을 이끌고 가서 저지하게 하였으며, 양측은 조선(朝鮮) 경내 오갈암(烏碣岩)에서 격전을 벌였다. 혼전 가운데 복도가  전사하자 울라군은 혼란에 빠졌고, 부장 창주(常柱) 부자와 훌리부(胡里布)가 패배하여 생포되었다. 이 전투에서 건주군은 울라군 3천여 명을 사살하였고 말 5천여 필을 노획했으며 갑주 3천여 벌을  획득했다. 다음해, 건주군대는 울라 동남쪽의 요충지 이한산성(宜罕山城)을 공격하여 함락시켰다. 이를 이한산성전투(宜罕山城之戰)라 한다. 전투 이후, 부잔타이는 누르하치에게 네번째 딸 무쿠시(穆庫什)를 아내로 맞이하길 요청하며 다시 결맹하길 희망하였다. 건주는 잠시 울라 공격을 멈췄지만 동해여진 땅을 계속 잠식해 들어갔다.
1612년 음9월, 부잔타이는 병사를 이끌고 건주에게 점령된 훌하로(虎爾哈路) 등을 수복하고, 여허와 코르친(科爾沁)과 군사 동맹을 맺었다. 얼마 후, 부잔타이가 어시타이를 화살로 쐈다는 소식이 들리자, 같은해 음12월 누르하치는 울라를 친정하여 5개 성과 보루를 함락하였고 울라성 아래로 돌진, 주위 둔채를 불살랐다.(울라하 전투烏拉河之戰) 부잔타이는 직접 배를 타고 강 중앙에 가서는 누르하치에게 화해를 요청하며, '울라는 아버지 나라이니, 우리 초가집과 양식 및 말먹이풀을 전부 태우지 말라(烏拉國卽父國也, 幸毋盡焚我蘆舍•糧草)'고 말하면서, 누르하치에게 머리를 숙이며 죄를 청하였다. 이에 누르하치는 부잔타이의 죄상을 낱낱이 고한 후에 철군하여 건주로 돌아갔다. 누르하치 대군이 회군한 후 부잔타이는 다시 어시타이를 구금하였고, 1613년 정월, 누르하치는 소식을 접하자 정예병을 이끌고 다시 울라를 침공했다.(울라성 전투烏拉城之戰)
건주 군대가 세 성을 잇달아 함락하자, 부잨타이는 3만 군사를 이끌고 푸르하성(富爾哈城)에 이르렀고 거기서 누르하치와 결전을 벌이려 했다. 누르하치는 재차 부잔타이를 용서히고 항복을 받으려 했으나, 아들과 장수들이 반대하였다. 이에 누르하치는 결전 명령을 내렸고, 양군은 교전을 벌여 '사망자가 열에 6~7에 달할(死者十六七)' 정도로 치열하게 싸웠다. 이때 건주군은 한 로(路)를 따라 울라성을 공격하였고, 누르하치는 서문 누각에 앉아 주둔한 채 건주의 깃발을 세우도록 명령하였다. 이때 부잔타이 휘하 병사는 채 100명도 되지 않았으며, 이들은 패배하여 성 아래로 내려가다 건주군 깃발을 발견하고는 도주하였으나 다이샨 부대에게 저지되었다. 부잔타이는 잔여 부대 1천여 명을 이끌고 여허로 달려가 투항하였고, 울라는 건주에 병합되었다. 누르하치는 여러 벙 사센을 여허에 파견하여 부잔타이를 내놓을 것을 요구했지만 번번이 거절당하였다. 1618년 겨울, 부잔타이와 긴타이시(金台石)는 병력을 합쳐 후금(後金) 호이파성(輝發城)을 공격하여 재기를 노렸다. 그로나 출정 상황이 좋지 못하였고, 그해 부잔타이는 여허 서성(西城)에서 향년 44세로 병사하였다.

## 가족
부잔타이의 복진(福晉, 만주어로는 푸진fujin, 후금/청의 황족이나 만주 고관 부인) 가운데 어시타이(額實泰)와 언저(娥恩哲)는 슈르하치(舒爾哈齊)의 딸이며, 무쿠시(穆庫什)는 누르하치(努爾哈赤)의 딸이다.
모두 10명의 아들이 있었다. 차남 달라무(達拉穆)가 전사하고, 칠남 동가(東阿)는 생포되지 않은 것을 제외하면, 나머지 8명의 아들은 모두 누르하치에게 생포되었다. 부잔타이의 후예는 정백기(正白旗)에 예속되었으며, 장남 다르한(達爾漢), 삼남 알라무(阿拉穆)는 좌령(佐領)에 임명되었고, 사남 바얀(巴顏)과 오남 부얀투(布顏圖)는 어시타이 혹은 언저 소생이었으며, 육남 모오머르건(茂墨爾根)과 8남 가두훈(噶都渾)은 무쿠시 소생이었다. 모두 대대로 세습 직함에 봉해졌다. 칠남 동가는 천총(天聰) 연간에 후금에 귀순한 후 양람기(鑲藍旗)에 예속되었다. 구남 조치나이(綽齊鼐)는 이전에 부잔타이가 여허에 인질로 보내려 했으나 울라성 전투 패배로 성사되지 못하였다. 십남 홍쾅(洪匡)은 울라 수복을 시도하다가 전투에서 패배하여 실패하자 스스로 목을 찔러 자진했다. 이외에 차남 달라무의 아들 투르사이(圖爾賽)는 전공으로 운기위(雲騎尉) 세습직을 제수받았다.
부잔타이에게는 누르하치 혹은 슈르하치의 손자에게 시집간 딸 4명이 있었다. 부잔타이의 딸 닝구시(寧古希)는 누르하치 장남 추연(Cuyen, 褚英)의 장남 두두(杜度)의 적복진(嫡福晉)이 되었고, 두르후(杜爾祜) 무르후(穆爾祜), 터르후(特爾祜), 터린(特遴), 터르친(特爾親), 두누원(杜努文), 사비(薩弼)는 모두 부잔타이의 외손자였다. 누르하치 차남 다이샨(代善)의 차남 쇼토(Šoto, 碩托) 적복진은 부잔타이의 딸이며, 카라(喇喀), 치란부(齊蘭布), 요사이부(岳賽布)는 모두 부잔타이의 외손자이다. 부잔타이의 딸 지하이(濟海)는 다이샨 삼남 사할리얀(薩哈璘)의 적복진이고, 아달리(阿達禮), 럭더훈(勒克德渾), 둘란(杜蘭)은 부잔타이 외손자이다. 슈르하치 차남 아민(阿敏)의 차남 아이두리(愛度禮)의 적복진은 부잔타이의 딸이며, 하이두리(海度里), 바르바(巴爾霸), 로도훈(羅多歡), 둘라(杜喇), 라타(喇塔), 바르마(巴爾瑪), 라신(喇新)은 모두 부잔타이의 외손자이다. 부잔타이의 딸 사할리연(薩哈廉)은 부잔타이가 여허로 인질을 보낼 뻔했다. 사할리연은 네 딸 중 하나인지 아니면 네 명 이외의 또다른 딸인지 불확실하다. 순치제(順治帝) 즉위 이후, 쇼토와 조카 아달리는 도르곤(Dorgon, 多爾袞)을 옹립하려 하다 발각되어 처형에 처하게 되었고, 쇼토의 적복진과 사할리얀의 적복진 지하이도 결당 모의를 도운 죄로 처형되었다.
이외에 슈르하치의 아들 지르갈랑(Jirgalang, 濟爾哈朗)은 부잔타이의 여동생 滹奈 소생으로, 부잔타이의 친조카에 해당한다. 누르하치의 아들 아지거(Ajige, 阿濟格), 도르곤, 도도(Dodo, 多鐸)는 부잔타이의 형 만타이의 딸 아바하이의 소생으로, 부잔타이의 친조카에 해당한다. 홍타이지(Hong Taiji, 皇太極)의 계복진(繼福晉)인 청태종계비(淸太宗繼妃)는 부잔타이의 숙부 복도(博克多)의 딸로 호오거(Hooge, 豪格)를 낳았다.

## 같이 보기
- 울라